# Víznar
Víznar är en ort och kommun i provinsen Granada i den autonoma regionen Andalusien i södra Spanien. Orten ligger cirka 7,5 kilometer nordost om Granada. Kommunen har 997 invånare (2024), på en yta av 13,00 km².